# أزال حدة (صنعاء)

تعديل مصدري - تعديل

حي آزال-حدة أحد أحياء مديرية السبعين في محافظة أمانة العاصمة اليمنية. بلغ عدد سكانه 5,468 نسمة حسب التعداد السكاني في اليمن لعام 2004.

## الحارات
| الحارة                      | عدد المساكن | عدد الأسر | الذكور | الأناث | الإجمالي |
| حارة مدرسة ازال             | 475         | 444       | 1409   | 1200   | 2609     |
| حارة شهداء السبعين الشمالية | 341         | 334       | 969    | 945    | 1914     |
| حارة شهداء السبعين الجنوبية | 170         | 159       | 502    | 443    | 945      |
| الإجمالي                    | 986         | 937       | 2880   | 2588   | 5468     |